# Herbert Zangs
 (juillet 2020).
Si vous disposez d'ouvrages ou d'articles de référence ou si vous connaissez des sites web de qualité traitant du thème abordé ici, merci de compléter l'article en donnant les références utiles à sa vérifiabilité et en les liant à la section « Notes et références ».
Herbert Zangs, né à Krefeld le 27 mars 1924 où il est mort le 26 mars 2003, est un artiste plasticien allemand.
Grand voyageur, ce sont ses voyages incessants entre l’Allemagne et la France qui marqueront les moments forts de sa vie créative. En 1960, il remporte le prix Vincent van Volkmer.
Cet artiste atypique et original dans son époque est considéré aujourd’hui comme un précurseur des courants des années 1950. Certains historiens d’art[Lesquels ?] le relient à Dubuffet, Fontana ou à Beuys, mais Zangs reste néanmoins un artiste inclassable.
Pour Zangs, le blanc sera essentiel, c’est avec les œuvres blanches, que commence la partie la plus importante de son travail. Dès 1952, avec les objets de récupération qu’il s’approprie et ordonne, il va lancer le Blanchiment.

## Biographie
Herbert Zangs est né à Krefeld en Rhénanie le  27 mars 1924, dans une famille bourgeoise. Son enfance et son adolescence sont marquées par les événements politiques des années 1930, dont il fut témoin. Ces événements dramatiques vont le perturber toute sa vie et laisseront des traces sur son caractère et sur son œuvre.
À l’âge de douze ans, il entre dans une école d’aéronautique et apprend à voler sur planeur, puis à la suite de cette expérience, en 1941, à dix-sept ans, il anticipe son service militaire et s’engage comme volontaire dans l’armée de l’air. Déjà, à la fin de cette même année, il est envoyé comme pilote sur le front, d’abord en Norvège, ensuite en Finlande.
Ces nouveaux paysages qu’il découvre en Scandinavie, lui donnent de nouvelles perceptions et d’autres repères qui influenceront plus tard son œuvre. Pendant toutes ces années de guerre Herbert Zangs ne cesse de dessiner, et il sait déjà, qu’il deviendra artiste lorsqu’il rentrera en Allemagne.
En 1943, au cours d’une mission, un incident technique provoque la chute de son avion ; il n’est retrouvé dans la neige qu’au bout de trois jours, roulé dans son parachute plus mort que vif. Il est alors hospitalisé. Il racontera plus tard que lors de son réveil, la vue par la fenêtre d’un champ labouré recouvert d’une fine couche de neige, aura un grand impact sur lui.
La succession de tous ces événements, le choc de l’accident, la tuberculose qu’il a contractée, la découverte des grands paysages enneigés, ont eu des conséquences fondamentales sur son travail. Le Blanchiment dans son œuvre, en est certainement en partie le résultat.
À la fin de la guerre, dès son retour en Westphalie à l’automne 1945, il s’inscrit comme élève à l'Académie des beaux-arts de Düsseldorf. Il a alors 21 ans. Dans ce bâtiment sinistré où règne une atmosphère de destruction, autant morale que matérielle, surgit néanmoins une formidable énergie, faite d’enthousiasme et d’espoir. Dès le premier jour, Zangs y rencontre Joseph Beuys avec qui il noue amitié. Ils ont le même âge, parlent le même patois et rentrent tous deux de la guerre. Puis il fait la connaissance de Günter Grass, étudiant lui aussi à l’Académie, qui se servira plus tard d’Herbert Zangs pour le personnage de Herbert Lankes dans son roman Le Tambour.
Vers 1946, Zangs entreprend ses premiers voyages. Il sera durant toute sa vie un infatigable voyageur, se targuant même d’avoir fait plusieurs fois le tour du monde. À cette époque, il est un peintre classique. Il rapporte de ses voyages des tableaux figuratifs, paysages et portraits à l’huile ou à l’aquarelle, et arrive à vivre de sa peinture. Tout au long de sa vie, parallèlement à son œuvre abstraite, Zangs produira un grand nombre d'œuvres figuratives.
C’est en 1951, sur une invitation de Dina Vierny, qu’Herbert Zangs fait son premier voyage à Paris, ce qui sera un tournant décisif dans son orientation artistique. Les artistes allemands vivent à cette époque dans une totale solitude culturelle, et c’est à Paris que Zangs va découvrir le mouvement artistique français lié à l'abstraction lyrique.
À partir de ce moment, il retournera régulièrement à Paris et c’est au cours d’un de ses voyages, où vivant quelque temps sous les ponts, il fera la connaissance du peintre allemand Wols, qui l’invite à visiter l’exposition « Véhémences confrontées » créée par Georges Mathieu. Dès cette époque, à son retour en Allemagne il entreprend ses premiers tableaux abstraits et participera avec des peintures informelles aux expositions de la célèbre galerie avant-gardiste, la Zimmergalerie Franck à Francfort.

## Caractère
Herbert Zangs était un homme hors du commun. Certains historiens d’art comme Klaus Honnef ou Pierre Restany parlent de lui comme d’un « phénomène ». Il était doté d’une formidable énergie et d’une étonnante puissance créative. Zangs était un nomade et un authentique marginal.
Ce qui le caractérisait, entre autres, c'était son attitude vis-à-vis de la société, son refus de paraître. Il gardait son indépendance et n’avait que faire des mouvements artistiques, ni des groupes qui se créaient autour de lui, comme le groupe ZERO, auquel il n’a jamais accepté d'adhérer. Il proclamait une liberté qu’il défendra toute sa vie, au risque d’y perdre sa place et sa notoriété sur la scène artistique.
Zangs entreprenait sans cesse de grands voyages, non seulement dans toute l'Europe, mais également en Asie, en Australie, au Canada et aux États-Unis. Partout où il a résidé, il a peint et exposé, et à chaque départ, il a laissé ses œuvres aux marchands ou aux collectionneurs, afin de repartir libre, impatient de nouvelles expériences.
Entre chaque grand voyage, il revenait à Krefeld, où l’attendait sa mère et qui restait son port d’attache. À chaque retour, il travaillait et exposait dans des galeries et régulièrement dans les grands musées allemands, comme le Kaiser-Wilhelm Museum de Krefeld ou le Westfälisches Landesmuseum de Münster. En 1977, il fut invité par Rolf Dittmar à participer à documenta 6 à Cassel.
Il visitait aussi régulièrement Paris et finit par y installer un atelier à Denfert-Rochereau[pas clair] en 1955. Il vécut cependant ses premières années parisiennes dans un total isolement. À cette époque, ne parlant pas le français, il ne réussit à se créer ni amis, ni relations. Ce n’est que dans les années 1970 qu’il prendra une place sur la scène artistique française. Mais ce n'est qu'en 1995 que lui sera consacrée une première exposition personnelle institutionnelle française à la Fondation Cartier. Puis, en 1997, on peut noter sa participation remarquée dans l’importante exposition « L’empreinte » au Centre national d'art et de culture Georges-Pompidou.
En 1992, à la suite d'un diabète négligé et mal soigné, il est amputé des deux jambes et vit dorénavant sur une chaise roulante. Dès lors Herbert Zangs ne voyagera plus, mais continuera néanmoins son œuvre.

## Œuvre
Avec l’Objet, Marcel Duchamp marque le vingtième siècle. Cette révolution sera pour certains artistes l’utilisation des objets du quotidien, pour d’autres les objets manufacturés. Pour Zangs, ce sera l’objet de récupération.
Si l’Objet marque l’ensemble du vingtième siècle, le Blanc en marquera la première moitié. On peut citer le Carré blanc sur fond blanc de Malevitch, les White Numbers de Jasper Johns, et les Achromes de Manzoni.
Pour Zangs, le blanc sera essentiel.
Dès 1952, parallèlement à la peinture informelle, il crée dans le secret de l’atelier des œuvres beaucoup plus personnelles, hors des courants à la mode. C’est avec des objets de récupération, qu’il s’approprie et ordonne, qu’il va créer le Blanchiment. C’est le geste fondamental et original d’Herbert Zangs, il n’appartient qu’à lui, c’est par ce geste qu’il transcende l’objet et son contenu, et lui donne une dimension picturale.
Zangs s’intéresse d’abord à un quelconque objet trouvé. Il prend cet objet et le recouvre d’un léger voile de peinture blanche, puis il le recouvre sans toutefois le faire disparaître. L’objet garde son identité, mais par cette intervention, il lui donne une nouvelle dynamique, et, en l’enveloppant, il se l’approprie et lui offre une renaissance.
À la suite des Objets viennent les Collages-Objets. Dans ce cas, il utilise un fond (soit une porte ou une tablette de placard) et réalise une composition faite d’objets collés, généralement de manière frontale. Il blanchit ensuite l’ensemble dont la structuration prend alors sa dimension picturale. Mais Zangs ira au-delà de l’objet. Il introduira des gestes, tels que le nœud et le pli qu’il structure en quadrillages rigoureux. Il utilisera également d’autres langages, comme l’alphabet arithmétique, dont il utilise les signes comme autant de formes esthétiques. Aux séries Objets et Collages-Objets suivront dans les années 1953 et 1954 les Pliages, Plus-minus, Nouages et Peintures-Relief.
Dans tous les cas, de 1952 à 1954, les œuvres seront blanchies. C’est avec les œuvres blanches que commence la partie la plus importante de son travail.
Là où d’autres peintres utilisent le couteau, un bout de carton ou de bois lui suffiront pour étaler, racler et faire vibrer la peinture. Tout objet peut devenir le sujet, le support ou l'outil. Pour l’exposition à la Dryan Gallery de Londres en 1957, il utilise un essuie-glace de voiture comme pinceau, et il en sortira la grande série de Peintures à l'essuie-glace ou est introduit pour la première fois la couleur.
Dans les années 1970 il s'intéresse au corps et réalise des Performances auxquelles s'associeront les Anti-Livres.
Au cours des années 1980 et 90, il expérimentera d'autres techniques comme les Peintures au fouet, le Copy-art, le Pinceau roulé, ou plus tard, lorsqu’il sera immobilisé, les grandes fresques qu'il peindra avec les roues de son fauteuil roulant.

## Expositions personnelles (sélection)
- 2019 : New York, Gallery Blain Southern, Herbert Zangs Plus Minus, 27 juin - 17 août 2019
- 2018 : Berlin, Galerie Blain Southern, Herbert Zang Less is More, 29 septembre - 17 novembre 2018
- 2016 : Paris, Galerie de La Sablière, Herbert Zangs - Œuvres des années soixante-dix, Exposition du 20 octobre au 20 décembre 2016
- 2013 : Paris, Librairie Artcurial, Herbert Zangs Catalogue Raisonné des Œuvres Abstraites, Emmy de Martelaere, 27 juin 2013
- 2013 : Düsseldorf, Galerie Kirbach, Herbert Zangs : Présentation du Fascicule no 3 du Tome I du Catalogue Raisonné des Œuvres Abstraites, 20 juin – 27 juillet 2013
- 2012 : Düsseldorf, Galerie Maulberger & Becker, Herbert Zangs – Arbeiten aus dem Nachlass, 5 mai – 23 juin 2012
- 2010 : Konstanz/Oberdorf, Galerie Bagnato, Herbert Zangs – Retrospektive in der Galerie Bagnato, 5 – 27 juin 2010
- 2008 : Viersen, Städtische Galerie im Partk, Phänomen Herbert Zangs - Werke von 1947 - 2003, Commissaire d’exposition : Lars Dannenberg, Andreas Junge, Hartmut Manthei, Jutta Pitzen
- 2007 : Paris, Musée Zadkine, Ville de Paris, Herbert Zangs - Accrochage 1953-1954, Commissaire d’exposition : Emmy de Martelaere
- 2007 : Vaduz, Kunstmuseum Liechtenstein, Herbert Zangs - Die Fünfziger Jahre, Commissaire d’exposition : Susannah Cremer-Bermbach
- 2006 : Izmir, Turquie, Centre Culturel Français - Goethe Institut, Le Blanchiment – Die Verweißungen 1952-1954, Commissaire d’exposition : Emmy de Martelaere
- 2004 : Münster, Westfälisches Landesmuseum, Herbert Zangs : Frühe Objektverweißungen 1952-1954, Commissaire d’exposition : Erich Franz
- 2004 : Krefeld, Sparkasse Krefeld - Galerie Christian Fochem - Galerie Heidefeld & Partner, Herbert Zangs « Einblicke
- 2003 : Krefeld, Krefelder Kunstverein, Herbert Zangs « in memoriam  Commissaire d’exposition : Erich F. Himmelein
- 2001 : Jena, Jenaer Kunstverein e.V., Herbert Zangs - Form und Struktur, dynamisch-rhythmisch, Malerei und Skulptur, Commissaire d’exposition : Barbara Happe, Hartmut Manthei
- 1998 : Fribourg, Museum für neue Kunst, Zangs - Retrospektive, Ausstellungsleiter : Jochen Ludwig. Heidelberg, Kunstverein, Retrospektive Herbert Zangs, Commissaire d’exposition : Susannah Cremer-Bermbach
- 1997 : Düsseldorf, Kunstsammlung Nordrhein-Westfalen, Herbert Zangs-7 Arbeiten
- 1995 : Paris, Fondation Cartier pour l’art contemporain, Herbert Zangs - œuvres 1952-1959, Commissaire d’exposition : Hervé Chandès
- 1994 : Marl, Skulpturenmuseum Glaskasten, Herbert Zangs zum 70. Geburststag - Ein « enfant terrible » wird weise?, Commissaire d'exposition : Uwe Rüth
- 1989 : Krefeld, Galerie Fochem, Querschnitt : Adolf Luther - Herbert Zangs
- 1985 : Hanovre, Sprengel Museum, Herbert Zangs - Arbeiten 1952-1962, Commissaire d’exposition : Dietmar Elger
- 1981 : Kaarst, Gallery 44, Herbert Zangs - Schwarze Bilder, Melbourne, Australia, Centre of Culture, New Works.
- 1977 : Paris, France, Galerie Albert Verbeke, Zangs - œuvres de 1953 à 1960
- 1974 : Münster, Westfälischer Kunstverein im Landesmuseum Münster, Herbert Zangs, Commissaire d’exposition : Klaus Honnef
- 1969 : New York, Center Art Gallery, Till Eulenspiegel in America. Toronto, Canada, The Centennial Centre of Science and Technology, The social being of the Planets
- 1963 : Düsseldorf, Kunstmuseum im Ehrenhof, Herbert Zangs - Kurt Link - Werke der beiden in Oostende mit dem « Prix Europe » ausgezeichneten Künstler
- 1958 : Londres, Drian Gallery, New Paintings by Herbert Zangs
- 1957 : Londres, New Vision Centre Gallery, New Paintings by Herbert Zangs
- 1950 : Krefeld, Kaiser Wilhelm Museum, Herbert Zangs - Gemälde Mönchengladbach, Deutschland, Museum Mönchengladbach

## Expositions collectives (sélection)
- 2017 : Vaduz, Liechtenstein, Kunstmuseum Liechtenstein, Aus der Sammlung: Europa 1960 – Azimuth, Konkrete Kunst, Nouveau Réalisme, Zero, 9 juin – 3 septembre 2017
- 2016 : Karlsruhe, ZKM, Kunst in Europa 1945 – 1968, commissaire d'exposition : Peter Weibel, Eckhart Gillen, 22 octobre 2016 – 29 janvier 2017
- 2013 : Herhord /Ahlen, Marta Herford/Kunstmuseum Ahlen, Ruhe-Störung, Streifzüge durch die Welt der Collage, 28 septembre 2013 – 26 janvier 2014
- 2011 : Bochum, Situation Kunst (pour Max Imdahl) Kunstsammlung der Ruhr-Universität, Aufbruch. Malerei und realer Raum, commissaire d'exposition : Erich Franz 10 septembre 2011 – 15 janvier 2012. Suite : Kaiserslautern, Museum Pfalzgalerie, 4 – 22 avril 2012 ; Berlin, Akademie der Künste, 4 mai – 29 juillet 2012 ; Würzburg, Museum im Kunstspeicher, 11 août – 23 septembre 2012 ; Rostock, Kunsthalle, 14 octobre – 27 janvier 2013
- 2010 : Liechtenstein, Vaduz, Kunstmuseum Liechtenstein, Sammlung Veronika und Peter Monauni, commissaire d'exposition : Friedemann Malsch, 6 novembre 2009 – 21 février 2010
- 2008 : Berlin, Daimler Art Collection, Classical : Modern II - Abstraction, Informel, Stuttgart and Karlsruhe Painting School, commissaire d'exposition : Renate Wiehager, 7 mars - 1er juin 2008
- 2004 : Münster, Westfälisches Landesmuseum, cremers haufen - alltag. Prozesse. Handlungen: kunst der 60er jahre und heute, commissaire d'exposition : Maïté Vissault.
- 2002 : Stuttgart, Galerie Walter Bischoff, Hans Hartung, Jean Motte, Victor Mira, Max Neumann, Mimmo Palladino, A.R. Penck, Lothar Quinte, Joel Shapiro, K.R.H. Sonderborg, Helmut Sturm, Walter Stöhrer, Herbert Zangs, Bernd Zimmer.
- 2000 : Vaduz, Liechtenstein, Kunstmuseum Liechtenstein, Eröffnungsausstellung. Konzept : Friedemann Malsch, avec Kat.
- 2000 : Paris, Non Lieu no 1 (terrain vague), commissaire d'exposition : Emmy de Martelaere.
- 1997 : Paris, Centre Georges Pompidou, L'Empreinte, commissaires d'exposition : Didier Semin - Georges Didi-Huberman.
- 1997 : Paris, France, Fondation Cartier pour l’art contemporain, La collection, commissaire d’exposition : Hervé Chandès.
- 1995 : Hambourg, Hamburger Kunsthalle, Fluxus und Nouveaux Réalistes - Sammlung Cremer, commissaire d’exposition : Uwe M. Schneede.
- 1993 : Jouy-en-Josas, Fondation Cartier pour l’art contemporain, azur, commissaire d’exposition : Hervé Chandès.
- 1992 : Münster, Westfälisches Landesmuseum für Kunst und Kulturgeschichte, Das offene Bild - Aspekte der Moderne in Europe nach 1945, commissaire d’exposition : Erich Franz.
- 1984 : Bonn, Rheinisches Landesmuseum, Aus den Trümmern - Kunst und Kultur im Rheinland und in Westfalen.
- 1977 : Cassel, Documenta 6, Abteilung « Bücher », commissaire d’exposition : Rolf Dittmar.
- 1976 : Paris, France, ARC 2 / Musée d’art moderne de la Ville de Paris, Boîtes, commissaire d’exposition : Suzanne Pagé.
- 1973 : Tübingen, Kunsthalle, Sammlung Cremer - Europäische Avantgarde 1950-1970, commissaire d’exposition : Götz Adriani. Suite : Frankfort, Kunstverein ; Anvers, Internationaal Cultureel Centrum.
- 1966 : Hagen, Karl Ernst Osthaus Museum, Westdeutscher Künstlerbund.
- 1962 : Ostende, Kursaal, europa-prijs voor schilderkunst - prix Europe de peinture.
- 1958 : Londres, Drian Gallery, Drian, Inaugural Exhibition.
- 1956 : Francfort-sur-le-Main, Zimmergalerie Franck.
- 1953 : Düsseldorf, Kunstmuseum im Ehrenhof, Große Weihnachts-Verkaufsausstellung der Bildenden Künstler von Rheinland und Westfalen.
- 1949 : Krefeld, Kaiser Wilhelm Museum, Kunst des Niederrheins.